# Gymnommopsis cordubensis
Gymnommopsis cordubensis är en tvåvingeart som först beskrevs av Blanchard 1943.  Gymnommopsis cordubensis ingår i släktet Gymnommopsis och familjen parasitflugor. Inga underarter finns listade i Catalogue of Life.